# Reinhard Bornkamm
Reinhard Bornkamm (* 9. Februar 1931 in Gießen; † 13. März 2023 in Kloster Lehnin) war ein deutscher Botaniker und Hochschullehrer.

## Leben
Nach der Promotion 1957 an der Universität Göttingen war er von 1957 bis 1965 Assistent bei Franz Firbas, Heinrich Walter und André Pirson. Nach der Habilitation 1965 für Botanik an der Universität Göttingen war er von 1968 bis 1996 Professor und Leiter des Fachgebiets Botanik insbesondere Pflanzenökologie im Institut für Ökologie an der Technischen Universität Berlin.
Die Pflanze stand im Zentrum von Bornkamms Forschungsinteresse. Hierbei setzte er sich mit ihrer Ökologie, Physiologie und Vergesellschaftung auseinander. In den 1970er Jahren untersuchte er die Möglichkeiten zur Begrünung von Dachflächen in Städten. Er richtete auch eine Dauerbeobachtungsfläche auf einem Gründach am Lehr- und Forschungsgarten am Campus Steglitz ein. Ebenfalls betreute er Forschungsarbeiten in der Türkei, Israel und Ägypten.
Bornkamm war Gründungsmitglied der Gesellschaft für Ökologie im Jahr 1970 und zweiter Präsident der Europäischen Ökologischen Föderation (1990–1992).

## Schriften (Auswahl)
- Zusammensetzung, Standortsbedingungen und Wasserhaushalt von Trespen-Halbtrockenrasen im oberen Leinegebiet. 1957.
- Die Rolle des Oxalats im Stoffwechsel höherer grüner Pflanzen. Untersuchungen an Lemna minor L. Göttingen 1965.
- mit Manfred Köhler: Ein Naturgarten für Lehre und Forschung. Der Garten des Instituts für Ökologie der Technischen Universität Berlin. Berlin 1987, ISBN 3-7983-1185-4.
- Einführung in die Botanik. Ulmer, Stuttgart 1973, ISBN 978-3-8001-2417-6.
- Die Pflanze. Eine Einführung in die Botanik. (2., neubearb. Aufl.), Verlag Eugen Ulmer, Stuttgart 1990, ISBN 978-3-8001-2485-5.